# Anousa Luangsuphom
Anousa „Jack“ Luangsuphom (laotisch ອານຸຊາ 'ແຈັກ'  ຫຼວງສຸພັນ; geboren 1998) ist ein laotischer Menschenrechtsaktivist, der auf Menschenrechtsverletzungen der laotischen Regierung aufmerksam macht.

## Aktivismus
Anousa Luangsuphom nutzte Soziale Medien wie Facebook, um Regimekritik und Menschenrechtsverletzungen durch die Regierung von Laos zu melden. Er setzt sich für eine Demokratisierung ein, fordert freie Meinungsäußerung und ruft häufig zu einem Ende des Einparteiensystems im Land auf. Damit kritisiert er auch die Laotische Revolutionäre Volkspartei als einzige regierende Partei in Laos.
Er betrieb laut Angaben von Amnesty international die regierungskritischen Facebookseiten „Klub Kluen Duay Keybord“ (deutsch: „von der Tastatur gesteuert“) mit 43.000 Followern und „Sor Tor Lor“ (deutsch: „Die Republik“) mit 6.800 Followern. Auf beiden Seiten berichtete er kritisch über soziale, wirtschaftliche, ökologische und politische Themen sowie über das Recht auf Bildung, LGBTQI-Rechte und Menschenrechtsverletzungen in Laos. The Diplomat berichtete, dass angesichts der Größe von Laos und dem wenig verbreiteten Internet die Mitgliederzahl sehr hoch sei.
Human Rights Watch bezeichnete Luangsuphom als eine der wenigen Personen in Laos, die regelmäßig und offen regierungskritische Ansichten äußern.

## Mordversuch April 2023
Am 29. April 2023 wurde Luangsuphom um 22 Uhr 39 in einem Café in der Hauptstadt Vientiane von einem Unbekannten angegriffen. Die Aufnahmen einer Überwachungskamera zeigen, dass der Angreifer zweimal auf Luangsuphom schoss und ihn dabei im Gesicht und in der Brust traf. Um ihn vor weiteren Angriffen zu schützen, wurde zunächst mitgeteilt, er sei auf dem Weg in ein Krankenhaus gestorben.
Am Abend des 3. Mai haben seine Familie und andere Quellen Human Rights Watch jedoch mitgeteilt, dass er die Schüsse überlebt habe und in einem Krankenhaus in Vientiane medizinisch behandelt werde. Dies haben sie auch mit Fotos belegt. Am 12. Mai wurde bekannt, dass er das Land verlassen hat, um sich medizinisch behandeln zu lassen. Dabei sei es nicht sicher, ob er nach Laos zurückkehren werde, da er sich im Land nicht mehr sicher fühle.
Die Behörden in Laos erklärten, dass der Anschlag mit einem persönlichen oder geschäftlichen Streit zusammenhänge. Luangsuphoms Kollegen sind jedoch der Ansicht, dass ein verdeckter Polizeibeamter geschickt wurde, um ihn wegen seiner Arbeit als einer der wenigen Aktivisten des Landes zu töten.
Das NZZ Magazin berichtete, dass nach dem Attentat die Menschenrechtsorganisation Human Rights Watch die Regierung von Laos aufforderte, Luangsuphom während seiner Genesung zu schützen und eine gründliche sowie unparteiische Untersuchung der Schießerei durchzuführen. Es wird befürchtet, dass die laotische Regierung dieser Aufforderung nicht nachkommen wird.
Die Attacke folgte auf ähnliche Überfälle in Laos in den vergangenen Jahren, unter anderem auf die Entführungen des Bürgerrechtlers Sombath Somphone 2012 und die des Demokratieaktivisten Od Sayavong 2019.